# DUAL SHOCK WAVE
DUAL SHOCK WAVE（デュアル・ショック・ウェーブ）は、プロレスリングWAVE主催により2011年から秋に開催されている、女子プロレスのタッグマッチによるリーグ戦またはトーナメント戦である。

## 概要
大会形式は年毎に変わる。第1回は初代WAVE認定タッグ王座決定トーナメント戦として開催。第2回及び第3回はWAVE認定タッグ王座へ挑戦できる権（同王者が優勝した場合は準優勝チームが挑戦権を得る）を懸けたリーグ戦であるが対戦形式が異なる。第4回は再びトーナメント戦。出場タッグはそれぞれチーム名を付けることが義務付けられている。2013年より「DUAL SHOCK WAVE」はタッグ王座の別名にも使用されている。

## DUAL SHOCK WAVE 2011〜初代WAVEタッグチーム決定トーナメント〜
参加10組
- 「植松☆輝」植松寿絵&輝優優 ※準優勝
- 「ハタナカヨウコ」GAMI&中川ともか（エスオベーション） ※準決勝敗退
- 「NEGRAS DAHLIA」桜花由美&浜田文子 ※2回戦敗退
- 「クラシックギャルズ」渋谷シュウ&チェリー（ユニオンプロレス） ※1回戦敗退
- 「不協和音」春日萌花&悲恋（センダイガールズプロレスリング） ※1回戦敗退
- 「撫子関西」花月（センダイガールズ）&下野佐和子 ※1回戦敗退
- 「BULLCATS」春山香代子&米山香織（共にJWP女子プロレス） ※1回戦敗退
- 「カナアユ」華名&栗原あゆみ ※優勝
- 「プラスマイナス0」大畠美咲&紫雷美央 ※1回戦敗退
- 「ラッシュ&パワーズ」水波綾（センダイガールズ）&勇気彩 ※2回戦敗退

内容
10組参加のシード付きトーナメント方式で争われた。9月4日大阪ミナミ ムーブ・オン アリーナ大会より開幕し、1回戦後に1組が準決勝にシード、さらに2回戦後に1組が決勝戦にシードされ、決勝戦は10月30日大阪府立体育会館第二競技場大会で行われた。準決勝までは30分1本勝負、決勝戦は時間無制限1本勝負。
1回戦終了後、2回戦組み合わせ抽選の結果、カナアユが準決勝にシードされた。さらに準決勝組み合わせ抽選の結果、植松☆輝が決勝戦にシードされた。
決勝戦はその植松☆輝とカナアユの組み合わせとなり、勝利したカナアユは初代WAVE認定タッグ王座も同時に獲得した。

## DUAL SHOCK WAVE 2012 タッグリーグ
参加8組
Aブロック
- 「ハタナカヨウコ」GAMI&中川ともか（エスオベーション） 1点
- 「なにわ☆凡女美ィーナス」救世忍者乱丸&アップルみゆき 2点
- 「戦慄の女王」浜田文子&華名（WNC） 4点
- 「マックロコロスケ」大畠美咲&藤本つかさ（アイスリボン） 5点 ※優勝

リザーバー：山縣優&成宮真希（アイスリボン）
Bブロック
- 「栗ご飯」栗原あゆみ&飯田美花 2点
- 「1st Impact」春日萌花&真琴（WNC） 2点
- 「シダレザクラ」桜花由美&志田光（アイスリボン） 4点
- 「奇跡の隣人」渋谷シュウ&朱里（WNC） 4点 ※準優勝

リザーバー：下野佐和子&勇気彩
内容
前回から大会形式を一新し、リーグ戦方式となる。9月25日新木場大会より開幕。11月16日新木場大会で決勝戦となる。
現タッグ王者ハタナカヨウコに前回カナアユで優勝した華名と栗原それぞれのタッグ、さらにプロデューサー推薦のなにわ☆凡女美ィーナスをシード。続いて9月3日新木場大会にて5組参加のサバイバルWAVE（勝ち抜け負け残りバトルロイヤル）で3組を決定した上、さらなるプロデューサー推薦として1st Impactを加えて8組が出場。2ブロックに分かれて争い、ブロック1位が決勝進出。公式戦は20分1本勝負。
サバイバルWAVEで敗退した2組はリザーバーとなり、リーグ戦中に負傷欠場などがあった場合に勝ち点を引き継ぐ。
同年よりWAVEに移籍した水波綾は海外遠征のため、出場者決定サバイバルWAVEも含め不参加。また、ハタナカヨウコを除き全チームが前年とは異なるタッグとなり、中でも同年より交流が始まったアイスリボン及びWNC勢の出場も目立つ。
Aブロックはマックロコロスケが決定戦進出。ハタナカヨウコが勝ち星を挙げられない波乱のブロックとなった。一方、Bブロックはシダレザクラと奇跡の隣人が勝ち点で並び同点決勝を制した奇跡の隣人が決定戦進出。決定戦はマックロコロスケが制し優勝。11月27日後楽園ホール大会でハタナカヨウコが持つタッグ王座挑戦権を得た。

## DUAL SHOCK WAVE 2013 タッグリーグ
参加8組
- 「クラシックギャルズ」渋谷シュウ&チェリー（ユニオン） 1勝3敗
- 「Las aventureras」浜田文子&山縣優 ※優勝
- 「マッスルビーナス」藤本つかさ&志田光（共にアイスリボン）
- 「ハムコサワコ」下野佐和子&星ハム子（アイスリボン） 1勝3敗
- 「メガネ・スーパー」GAMI&水波綾 2勝3敗
- 「プラスマイナス2013」大畠美咲&紫雷美央 1勝3敗
- 「ひげ部」春日萌花&中川ともか（エスオベーション） 2勝3敗
- 「ジャイアンズ」桜花由美&華名

内容
9月1日の大阪ナスキーホール・梅田大会より開幕、10月6日新木場大会で決勝戦。
今回は1リーグ制で、あらゆる負け及び引き分けを「負け点」として加算し、負け点3になった時点で失格とするルールに改められた。かつての国際プロレスにおけるIWAワールド・シリーズと方式が類似する。
同年限りで引退するGAMIはこれが最後の出場。一方、同年よりWAVEに入団した飯田美花は治療のため不参加。また、2年連続でハタナカヨウコとして出場したGAMI・中川はそれぞれ別タッグを結成するなど、前年からの同一タッグは消滅した一方、クラシックギャルズとプラスマイナスが2年ぶり結成。
9月7日から8日にかけて行われた24時間プロレスでも公式戦が組まれ、第1部（MIDNIGHT）ではマッスルビーナスが2試合消化した。
最終戦は残るチームのリーグ公式戦を消化した後で、優勝決定戦を行い、3チーム以上残った場合は巴戦方式とし、1チームを残して他チームすべてが負け点3に到達した時点で残ったそのチームが優勝。3チーム残ったため巴戦になり、これを制したLas aventurerasが優勝、10月30日後楽園大会でクラシックギャルズが持つタッグ王座へ挑戦できる権が与えられた。

## DUAL SHOCK WAVE 2014 タッグトーナメント
参加11組
- 「さくらご飯」旧姓・広田さくら&飯田美花 ※準優勝
- 「Las aventureras」浜田文子&山縣優 ※1回戦敗退
- 「クラシックギャルズ」渋谷シュウ&チェリー（ユニオン） ※1回戦敗退
- 「プラスマイナス2014」紫雷美央&大畠美咲 ※準決勝敗退
- 「レボルシオン・アマンドラ」木村響子&中川ともか（エスオベーション） ※優勝
- 「夏ケンサンバ」夏すみれ&志田光 ※1回戦敗退
- 「ミドリ☆ガメ」小林香萌&華名 ※2回戦敗退
- 「薩摩小辻軍」下野佐和子&山下りな ※1回戦敗退
- 「中間管理職」桜花由美&藤本つかさ（アイスリボン） ※1回戦敗退
- 「フェアリットファミリー」フェアリー日本橋&ダイナマイト関西（OZアカデミー女子プロレス） ※準々決勝敗退
- 「メラゾーマ」春日萌花&メラニー・クルーズ ※準々決勝敗退

内容
9月7日新木場大会で予選、公式戦は9月23日新宿大会より開幕する。決勝戦は10月15日新木場大会。
今回は第1回以来3年ぶりとなるトーナメント方式で開催。決勝戦を除き15分1本勝負だが、時間切れの場合は最後に試合権利を有する者同士のシングルマッチで時間無制限。決勝戦は時間無制限1本勝負。タッグ王者はいきなり決勝戦にシードされること（通称理不尽シード枠）になった。そのため決勝戦はタイトルマッチも兼ねて行われ、10月29日後楽園大会で防衛戦も予定されている。
まずプロデューサーのGAMIが事前に決定した（予選時点での）タッグ王者さくらご飯、前回優勝aventureras、それにクラシックギャルズ、プラスマイナス、アマンドラの5組が予選免除。予選は勝ち抜け負け残り8WAY方式で勝ち抜いた4人がパートナーを指名する方式が取られ、4組決定。続いてプロデューサー推薦としてフェアリー&関西も決定。残された春日にはメラニーが名乗り出て全11組が決定した。
なお、GAMIの権限により9月15日博多スターレーン大会で理不尽シード枠を懸けたタッグ王座戦が決まり、くじ引きで選ばれたプラスマイナスが挑戦し、さくらご飯が勝利して防衛したためそのままシードされることが決まった。翌日、組み合わせ及び概要と併せて小林のREINAからWAVE（ASUKA PROJECTとのダブル所属）への移籍を発表。

## DUAL SHOCK WAVE 2015 タッグトーナメント
参加7組
- 「Avid Rival」水波綾&大畠美咲 ※準決勝敗退
- 「ファフロッキーズ」小林香萌&山下りな ※1回戦敗退
- 「モトサヤさくらご飯」飯田美花&旧姓・広田さくら ※準決勝敗退
- 「Attack on Titan」メラニー・クルーズ&志田光 ※1回戦敗退
- 「Las aventureras」浜田文子&山縣優 ※優勝
- 「メタモルフォーゼ」桜花由美&朱崇花 ※1回戦敗退
- 「春倉」春山香代子（JWP）&倉垣翼 ※準優勝

内容
10月2日新木場、10月18日同所、10月30日後楽園大会の3大会で開催。今回は前王者「プラスマイナス2015」が紫雷美央引退のため返上され空位となっているタッグ王座を懸けて争われる。

## DUAL SHOCK WAVE 2016 タッグトーナメント
参加12組
- 「GReeeeN」山下りな&ダイナマイト関西（OZアカデミー） ※優勝
- 「超人師弟コンビ」飯田美花&宮崎有妃 ※1回戦敗退
- 「WORLD BRAEK」浜田文子&朱崇花 ※1回戦敗退
- 「fWo」フェアリー日本橋&救世忍者乱丸 ※準決勝敗退
- 「DAIJO THUNDER」山縣優&下野佐和子 ※2回戦敗退
- 「HAPPY!」春日萌花&長浜浩江 ※1回戦敗退
- 「Violet Cherry」桜花由美&夏すみれ ※1回戦敗退
- 「尻神教」志田光&藤ヶ崎矢子（JWP） ※1回戦敗退
- 「イノシシーズ」藤本つかさ&長崎まる子（共にアイスリボン） ※1回戦敗退
- 「ボイントアフロ」大畠美咲&木村響子 ※2回戦敗退
- 「Redbull」水波綾&橋本千紘（センダイガールズ） ※準優勝
- 「絶体絶命」小林香萌&ハイビスカスみぃ（琉球ドラゴンプロレスリング） ※準決勝敗退

内容
従来のDUAL SHOCK WAVEとは違い「師弟」をテーマにキャリア10年未満の若手とそれよりキャリアが上回る選手のみのタッグで行うトーナメントとして開催。かつて行われた「ディスカバーニューヒロイン」と同様である。9月22日新木場で開幕、10月10日後楽園で決勝戦。特別ルールとしてキャリアが上の選手は下の選手からフォールを奪うことができない。トーナメントは20分1本勝負で引き分けの場合は下の選手同士で時間無制限シングルマッチ、決勝のみ時間無制限1本勝負。

## DUAL SHOCK WAVE 2017 運も実力のうち1DAYトーナメント
参加9組
- 「夏＆なつりー」夏すみれ&万喜なつみ ※2回戦両チーム失格
- 「ぴょんず、ズ。」沙紀&旧姓・広田さくら ※1回戦敗退
- 「KUSO ONNA NIGHT」宮崎有妃&野崎渚 ※2回戦両チーム失格
- 「ゴキゲンBBA」米山香織&チェリー（DDT） ※3回戦両チーム失格
- 「SO ON FLOWER」春日萌花&希月あおい ※3回戦両チーム失格
- 「BOSS to Mammy」桜花由美＆桃野美桜（Marvelous） ※5回戦敗退
- 「Avid Rival」大畠美咲&水波綾 ※4回戦敗退
- 「NEW-TRA」彩羽匠&門倉凛（共にMarvelous） ※優勝
- 「Big Rice Field」長浜浩江&小林香萌 ※決勝戦敗退

内容
かつて2014年まで行われていた『運も実力のうち、ワンデー6人タッグトーナメント』のルールを採用。飛び入り参加のため最下層スタートの夏すみれ&万喜なつみ組、現タッグ王者である長浜浩江&小林香萌組を除いた7チームで抽選を行い、番号が若い順からパラマス式トーナメントを行う。9月16日後楽園で決勝戦までの全試合が行われる。各試合のルールは通常ルール、オンリーギブアップ、オーバーザトップロープ、ラストマンスタンディング、２カウントフォール、スローモーション、TLC戦のいずれかのルールを当日レフェリーが引いて決定される。また、試合時間も5分1本勝負、10分1本勝負、15分1本勝負、時間無制限1本勝負の4種類からレフェリーの抽選によって決定する。引き分けとなった場合もじゃんけん、両チーム失格、サドンデスの１カウントフォールルールからレフェリーの抽選によって裁定が決定される。。なお、長浜&小林組が出場する決勝戦のみタッグ王座を懸けた試合となることから通常ルールで行われる。